# Аспергиллёз
Аспергиллёз — понятие, охватывающее широкий спектр заболеваний, вызываемых грибами рода Aspergillus. Наиболее распространёнными формами являются аллергический бронхопульмональный аспергиллёз, аспергиллома (неинвазивный аспергиллёз) и инвазивный аспергиллёз лёгких. Большинство людей вдыхают споры аспергилл ежедневно, однако аспергиллёз развивается преимущественно у иммуноскомпрометированных лиц (вследствие заболевания или на фоне иммуносупрессивной терапии), являясь ведущей причиной смерти при остром лейкозе и трансплантации гемопоэтических клеток. Наиболее часто инфекционным агентом является Aspergillus fumigatus.

## Симптомы
Лёгочная аспергиллома представляет собой шаровидное образование из плотного сплетения мицелия, формирующееся в полостях на фоне хронической лёгочной патологии (туберкулёза, саркоидоза, бронхоэктатической болезни и др.). Может протекать бессимптомно и выявляться лишь при рентгенологическом исследовании; возможен повторный кашель с кровохарканьем, иногда вплоть до летального кровотечения.
Инвазивный аспергиллёз лёгких обычно протекает остро и быстро прогрессирует, вызывает одышку, кашель, лихорадку, боли в грудной клетке. Возможно распространение инфекционного процесса как в соседние структуры, так и гематогенно в другие органы.
Аспергиллёз с поражением внутренних органов имеет тяжёлое течение, протекая с лихорадкой, ознобом, возможно развитие шока, делирия, тромбозов. Имеется риск развития почечной и печёночной недостаточности, нарушений дыхания.
Аспергиллёз наружного слухового прохода (отомикоз) вызывает зуд и, иногда, болевые ощущения. Жидкость, вытекающая из уха ночью, может оставлять влажные пятна на подушке. Аспергиллома околоносовых пазух вызывает чувство заложенности и тупые боли, при инвазивной форме развиваются лихорадка, изъязвление и некроз слизистой с носовыми кровотечениями.
В дополнение к клинической картине, рентгенография или КТ области интереса могут подсказать верный диагноз. Окончательно диагноз подтверждается лабораторным исследованием инфицированного материала.

## Диагностика
При рентгенографии и КТ-исследовании, аспергиллёз лёгких в классических случаях манифестирует «симптомом ореола» (перифокальным отёком и геморрагическим пропитыванием) вокруг округлого или треугольного фокуса уплотнения, в дальнейшем с формированием «симптома серпа» (отражающего некроз в толще воспалительного очага). У гематологических пациентов с инвазивным аспергиллёзом исследование галактоманнана позволяет поставить диагноз неинвазивным способом.
При микроскопии аспергиллы надёжно выявляются посредством окраски материала серебром, например по Гомори-Гроккоту. При окраске стенки грибов приобретают тёмно-серый цвет. Диаметр гиф аспергилл варьирует от 2,5 до 4,5 мкм. Гифы септированы, однако в некоторых случаях это неочевидно и их возможно принять за зигомицеты. Гифы аспергилл имеют дихотомическое ветвление, преимущественно под острым (около 45°) углом.
Аспергиллёз стал относительно частым осложнением у пациентов с COVID-19, особенно у тех, у кого есть предшествующая бронхиэктазия.

## Лечение
Современные медицинские методы лечения агрессивного инвазивного аспергиллёза включают вориконазол и липосомальный амфотерицин В в сочетании с хирургической санацией. При менее агрессивных аллергических бронхолёгочных аспергиллёзах также применяют оральные стероиды в течение длительного периода времени. Например, можно назначить итраконазол вместе со стероидами для получения «щадящего стероидного эффекта», в результате которого можно использовать более низкие дозы препаратов.
Также для лечения этой грибковой инфекции в составе комбинированной терапии используют такие противогрибковые препараты, как каспофунгин и флуцитозин.
Другие препараты: изавуконазол.

## Аспергиллёз у животных
Им болеют лошади, птицы, крупный рогатый скот, овцы, козы, олени и обезьяны. Из лабораторных животных заражаются кролики, мыши и морские свинки. Наиболее восприимчивы в природных условиях птицы. Источником инфекции в основном являются корма, поражённые грибками. Способствуют возникновению болезни факторы, снижающие резистентность организма: длительное содержание животных в сырых, плохо вентилируемых помещениях и прочее. Болезнь протекает остро, подостро и чаще всего хронически. Инкубационный период — 3—10 дней. 